# Lucas Stassin
Lucas Frédéric Stassin (ur. 29 listopada 2004 w Braine-le-Comte) – belgijski piłkarz grający na pozycji napastnika w klubie AS Saint-Étienne.

## Kariera juniorska
Stassin grał jako junior w Royal Stade Brainois (do 2014) i RSC Anderlecht (2014–2022).

## Kariera seniorska

### RSCA Futures
Stassin zadebiutował w RSCA Futures (młodzieżowej drużynie RSC Anderlecht grającej w Eerste klasse B) 14 sierpnia 2022 w meczu z KMSK Deinze (0:0). Pierwszą bramkę zdobył 21 sierpnia 2022 w wygranym 2:0 spotkaniu przeciwko Lommel SK. 16 września 2022 w starciu z Lierse Kempenzonen (3:2) strzelił hat tricka. 2 października 2022 ustrzelił dublet w spotkaniu z rezerwami Standardu Liège (3:1). Łacznie dla RSCA Futures rozegrał 29 meczów i strzelił 15 goli.

### RSC Anderlecht
Stassin zaliczył debiut w barwach pierwszej drużyny RSC Anderlecht 13 października 2022 w przegranym 1:2 meczu Ligi Konferencji z West Ham United. Później w jej barwach wystąpił jeszcze czterokrotnie.

### KVC Westerlo
Stassin przeszedł do KVC Westerlo 27 lipca 2023. Zadebiutował u nich 29 lipca 2023 w meczu z KAS Eupen (2:2), zdobył wtedy również swoją pierwszą bramkę. 1 października 2023 ustrzelił dublet w spotkaniu z KRC Genk. Ten sam wyczyn powtórzył 23 grudnia 2023 i 28 lipca 2024 w starciach z kolejno Royal Antwerp FC (2:2) i Cercle Brugge (3:0). Łącznie rozegrał dla nich 32 mecze i strzelił 11 goli.

### AS Saint-Étienne
Stassin przeniósł się do AS Saint-Étienne 30 sierpnia 2024. Debiut dla nich zaliczył 13 września 2024 w wygranym 1:0 spotkaniu przeciwko Lille OSC. Pierwszego gola strzelił 13 grudnia 2024 w meczu z Toulouse FC (1:2). 16 marca 2025 w starciu z Montpellier HSC (2:0) ustrzelił dublet. Tyle samo bramek zdobył 20 kwietnia 2025 w spotkaniu z Olympique Lyon. 

## Kariera reprezentacyjna

### Młodzieżowe reprezentacje Belgii
W 2019 Stassin zagrał 3 mecze w reprezentacji Belgii U-15. 11 marca 2020 w meczu z Węgrami (3:5) zaliczył jeden występ w kadrze Belgii U-16, strzelił w nim też gola. W latach 2021–2022 trzykrotnie zagrał w reprezentacji Belgii U-18. W 2023 zaliczył dwa występy w kadrze Belgii U-19. 11 września 2023 w meczu z Kazachstanem (1:0) zadebiutował w reprezentacji Belgii U-21. Pierwsze 2 gole dla niej strzelił 11 października 2024 w wygranym 2:0 spotkaniu przeciwko Szkocji.

## Statystyki

### Klubowe
(aktualne na dzień 15 lipca 2025)
| Klub               | Sezon              | Liga               | Liga  | Liga   | Puchar kraju | Puchar kraju | Europa | Europa | Suma  | Suma   |
| Klub               | Sezon              | Liga               | Mecze | Bramki | Mecze        | Bramki       | Mecze  | Bramki | Mecze | Bramki |
| ------------------ | ------------------ | ------------------ | ----- | ------ | ------------ | ------------ | ------ | ------ | ----- | ------ |
| RSCA Futures       | 2022/23            | Eerste klasse B    | 29    | 15     | 0            | 0            | –      | –      | 29    | 15     |
| RSCA Futures       | Ogólnie            | Ogólnie            | 29    | 15     | 0            | 0            | 0      | 0      | 29    | 15     |
| RSC Anderlecht     | 2022/23            | Eerste klasse      | 3     | 0      | 0            | 0            | 2      | 0      | 5     | 0      |
| RSC Anderlecht     | Ogólnie            | Ogólnie            | 3     | 0      | 0            | 0            | 2      | 0      | 5     | 0      |
| KVC Westerlo       | 2023/24            | Eerste klasse      | 26    | 9      | 1            | 0            | –      | –      | 27    | 9      |
| KVC Westerlo       | 2024/25            | Eerste klasse      | 5     | 2      | 0            | 0            | –      | –      | 5     | 2      |
| KVC Westerlo       | Ogólnie            | Ogólnie            | 31    | 11     | 1            | 0            | 0      | 0      | 32    | 11     |
| AS Saint-Étienne   | 2024/25            | Ligue 1            | 28    | 12     | 1            | 0            | –      | –      | 29    | 12     |
| AS Saint-Étienne   | 2025/26            | Ligue 2            | 0     | 0      | 0            | 0            | –      | –      | 0     | 0      |
| AS Saint-Étienne   | Ogólnie            | Ogólnie            | 28    | 12     | 1            | 0            | 0      | 0      | 29    | 12     |
| Ogólnie w karierze | Ogólnie w karierze | Ogólnie w karierze | 91    | 38     | 2            | 0            | 2      | 0      | 95    | 38     |

### Reprezentacyjne
(aktualne na dzień 15 lipca 2025)
| Reprezentacja      | Rok                | Mecze | Bramki |
| ------------------ | ------------------ | ----- | ------ |
| Belgia U-15        | 2019               | 3     | 0      |
| Ogólnie            | Ogólnie            | 3     | 0      |
| Belgia U-16        | 2020               | 1     | 1      |
| Ogólnie            | Ogólnie            | 1     | 1      |
| Belgia U-18        | 2021               | 2     | 0      |
| Belgia U-18        | 2022               | 1     | 0      |
| Ogólnie            | Ogólnie            | 3     | 0      |
| Belgia U-19        | 2023               | 2     | 0      |
| Ogólnie            | Ogólnie            | 2     | 0      |
| Belgia U-21        | 2023               | 5     | 0      |
| Belgia U-21        | 2024               | 4     | 2      |
| Ogólnie            | Ogólnie            | 9     | 2      |
| Ogólnie w karierze | Ogólnie w karierze | 18    | 3      |

## Życie prywatne
Lucas Stassin jest synem Stéphana Stassin – byłego piłkarza. Jego wuj – Sébastien Stassin – również był piłkarzem. Jego kuzyn – Noah Stassin – także jest zawodowym piłkarzem.